# Sinogomphus leptocercus
Sinogomphus leptocercus – gatunek ważki z rodziny gadziogłówkowatych (Gomphidae). Występuje w Chinach; stwierdzony w Tybetańskim Regionie Autonomicznym.